# Кеката
Кеката (гренл. Qeqqata Kommunia) је једна од четири општине на Гренланду, основана 1. јануара 2009.. Захвата површину од 115.500 km² и у њој живи 9.677 становника. Налази се у западном делу острва, а седиште је град Сисимијут.